# Phascolotherium
Phascolotherium — рід вимерлих евтриконодонтних ссавців із середньої юри Сполученого Королівства. Знайдений у Stonesfield Slate, він був одним із перших мезозойських ссавців, коли-небудь знайдених і описаних, хоча, як і щелепи інших ссавців, знайдених у той же час, спочатку помилково вважали його сумчастим.

## Відкриття
Phascolotherium був одним із перших ссавців, описаних у породах мезозойського віку. Він відомий лише з окремих нижніх щелеп і окремих зубів.
Бакленд показав викопні щелепи Стоунсфілда видатному порівняльному анатому Жоржу Кюв’є, який неправильно ідентифікував їх як сумчастих, ґрунтуючись на схожості кісток із сучасними сумчастими. Бленвіль також приписав скам'янілість своєму новоствореному роду Amphitherium. Більш ніж один зразок був переданий Бакленду, і одна з цих нижніх щелеп була втрачена, але знову знайдена в 1827 році Вільямом Бродеріпом, і Чарльз Лаєлл вважав це доказом того, що ссавці датувалися з найдавніших часів без змін.
Проте британський порівняльний анатом Річард Оуен пізніше визнав, що скам'янілості Стоунзфілда відрізняються від опосумів та іншого ссавця, знайденого в тих самих породах, під назвою Amphitherium. Новий рід Phascolotherium був утворений. Другий вид, P. simpsoni, був названий на основі зразків із пласта ссавців Кіртлінгтон і скелі Воттон, обидва з формації Forest Marble у 2016 році.